# Tuffi ai campionati europei di nuoto 2010 - Gara a squadre
La gara a square dei Campionati europei di nuoto di Budapest 2010 si è disputata il 9 agosto ed ha avoto valore dimostrativo. Vi hanno partecipato 13 coppie di genere differente provenienti da 13 nazioni che hanno eseguito 3 tuffi dalla piattaforma e tre tuffi dal trampolino 3 metri.

## Podio
| Posizione | Paese    | Atleti                          |
| --------- | -------- | ------------------------------- |
| Oro       | Germania | Christin Steuer Sascha Klein    |
| Argento   | Russia   | Julija Koltunova Il'ja Zacharov |
| Bronzo    | Francia  | Claire Febvay Matthieu Rosset   |

## Risultati
| Pos. | Atleti                               | Nazione       | Punti  |
| ---- | ------------------------------------ | ------------- | ------ |
|      | Christin Steuer Sascha Klein         | Germania      | 398,15 |
|      | Julija Koltunova Il'ja Zacharov      | Russia        | 396,35 |
|      | Claire Febvay Matthieu Rosset        | Francia       | 381,00 |
| 4    | Rebecca Gallantree Tom Daley         | Gran Bretagna | 363,80 |
| 5    | Aljaksandra Jasjukevič Vadzim Kaptur | Bielorussia   | 356,65 |
| 6    | Noemi Batki Francesco Dell'Uomo      | Italia        | 342,45 |
| 7    | Anna Pysmenska Anton Zakharov        | Ucraina       | 336,90 |
| 8    | Corina Popovici Constantin Popovici  | Romania       | 327,80 |
| 9    | Melinda Mátyás András Hajnal         | Ungheria      | 320,55 |
| 10   | Lena Putigina Ville Vahtola          | Finlandia     | 315,40 |
| 11   | Elina Eggers Christofer Eskilsson    | Svezia        | 313,05 |
| 12   | Ginni Van Katwijk Yorick de Bruijn   | Paesi Bassi   | 311,80 |
| 13   | Silva Karina Javier Illana           | Spagna        | 307,85 |